# Прожить жизнь с Пикассо
«Прожить жизнь с Пикассо» (англ. Surviving Picasso) — американский кинофильм режиссёра Джеймса Айвори, вышедший на экраны в 1996 году. Лента основана на книге Арианны Стассинопулос Хаффингтон «Пикассо: создатель и разрушитель» и рассказывает в основном об отношениях художника с многочисленными женами и любовницами.

## Сюжет
Фильм начинается с истории молодой женщины по имени Франсуаза Жило. Она знакомится с Пикассо в Париже во время нацистской оккупации. Девушка решает стать художником, а не адвокатом, как того хотел её отец. Она становится любовницей Пикассо, у них появляется двое детей. Но Пикассо не отрекается от своих холостяцких привычек: он не заботится о чувствах окружающих, проводит время с кем хочет, имеет не одну любовницу. Фильм рассказывает истории нескольких женщин, которые сыграли важную роль в жизни художника: Ольги Хохловой, мадам Пикассо, Доры Маар, Марии-Терезы Вальтер и Жаклин Рок.

## В ролях
- Энтони Хопкинс — Пабло Пикассо
- Наташа Макэлхон — Франсуаза Жило
- Джулианна Мур — Дора Маар
- Джосс Акленд — Анри Матисс
- Деннис Буцикарис — Куц
- Питер Айр — Сабартес
- Питер Джерети — Марсель
- Сюзанна Харкер — Мария-Тереза Вальтер
- Джейн Лапотейр — Ольга Пикассо
- Джозеф Махер — Канвайлер
- Боб Пек — отец Франсуазы
- Дайан Венора — Жаклин
- Доминик Уэст — Пауло Пикассо
- Джоан Плаурайт — бабушка Франсуазы
- Валентина Якунина — Лидия

## Восприятие
Фильм получил неоднозначные отзывы. На Rotten Tomatoes он имеет рейтинг 35 % на основе рецензий 20 критиков.   На Metacritic же получил оценку 55 из 100 на основе  оценок 18 критиков, что указывает на «смешанные или средние отзывы»..